# Darlingtonia californica
Darlingtonia californica, también llamada lirio cobra o cobra Lily, es un género de plantas carnívoras perteneciente a la familia Sarraceniaceae que incluyen cuatro especies (típica, red-purpurea, red y Othello). 

## Distribución
Nativo del norte de California y Oregón, que crece en pantanos y agua corriente. Es una planta infrecuente debido a su rareza en el campo.

## Descripción
El "lirio de la cobra" es único porque no atrapa el agua de lluvia en su jarra, sino que la regula dentro bombeando desde sus raíces o expulsándola, según convenga. Sus hojas no producen enzimas digestivas, ya que las células que absorben los alimentos son idénticas a las raíces del suelo, confiando en bacterias simbióticas.
La flor es púrpura amarillenta y crece con una longitud similar al tallo, tiene cinco sépalos de color verde que son más largos que los pétalos veteados de rojo.
Para su cultivo, es necesario que el sustrato nunca supere los 20 Cº de temperatura, pues sus raíces son muy sensibles a calor.
Se debe regar desde arriba 2 veces por semana con agua muy fría ya que no tolera del todo el agua por método de bandeja.

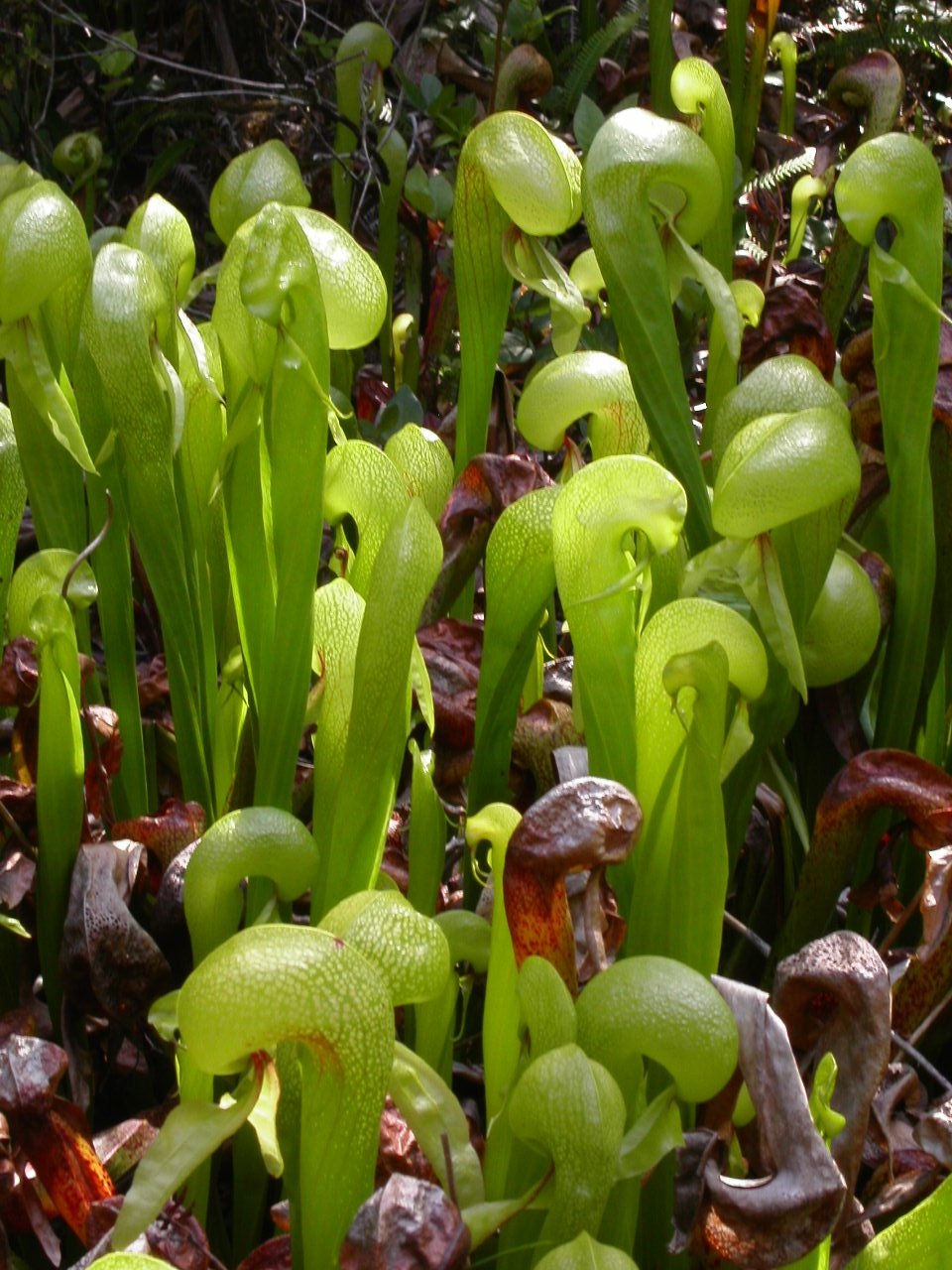
Lirio cobra.

## Propiedades
Es usada en la terapia floral californiana, como ayuda a personas que sienten abatimiento, con disociación de los aspectos instintivos del Yo, o que incluso sienten temor de estos, fortaleciendo la vitalidad física.

## Taxonomía
Darlingtonia californica fue descubierta en 1841 por el botánico William Dunlop Brackenridge. En 1853 fue descrita por John Torrey y publicado en Smithsonian Contributions to Knowledge 6(4): 5–7, pl. 12. 1853.
Etimología
Darlingtonia: nombre genérico otorgado en honor del botánico William Darlington (1782-1863).
californica: epíteto geográfico que alude a su localización en California.
La cobra Lily proviene de la semejanza de sus hojas tubulares con la cabeza de una cobra alzada. Termina con una hoja bifurcada, de color amarillo o púrpura-verdoso, que asemeja los colmillos de una serpiente.
Sinonimia
- Chrysamphora californica (Torr.) Greene[4]